# 알베르니아

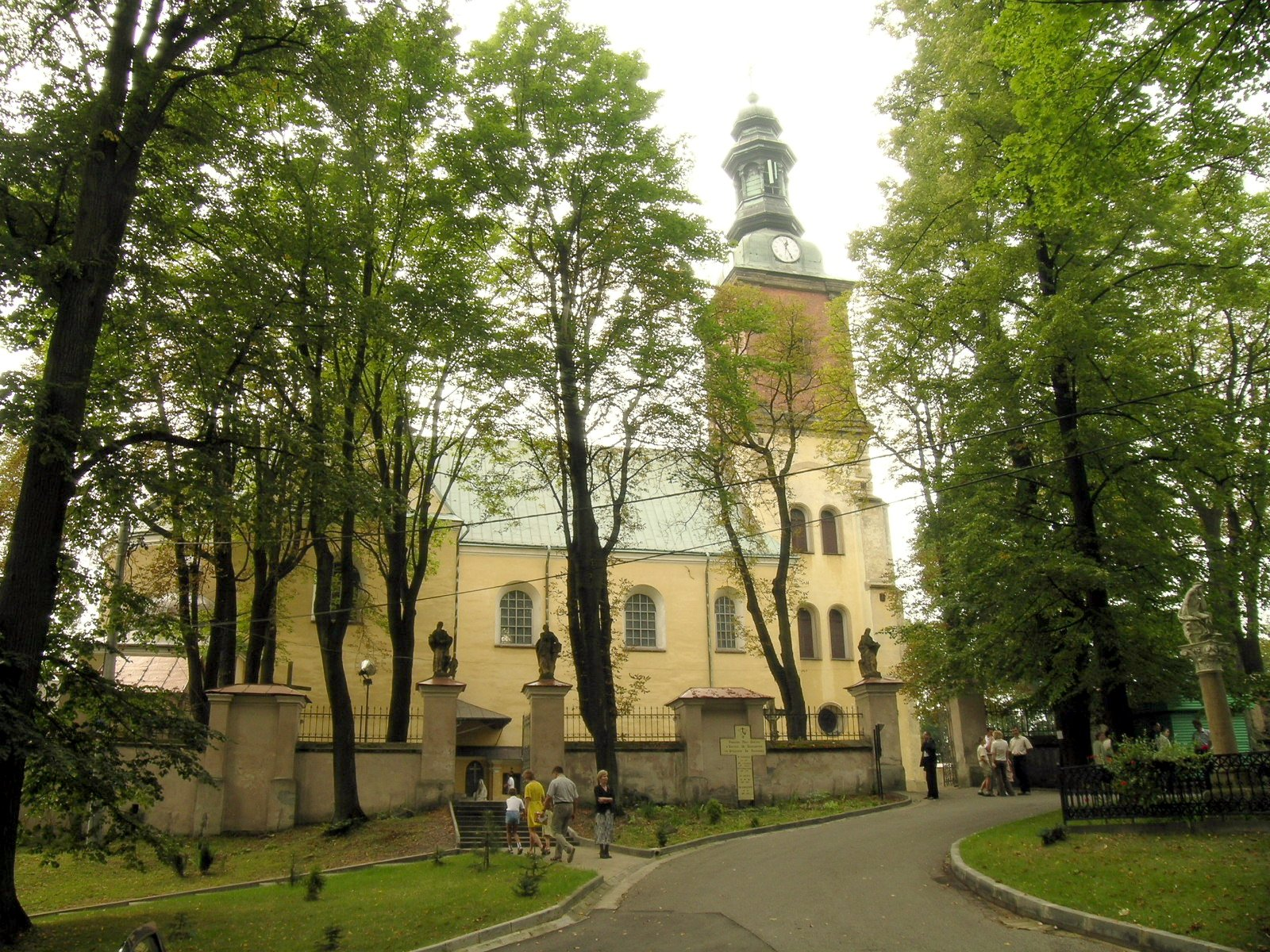
알베르니아 성 프란시스코 교회

알베르니아(폴란드어: Alwernia)는 폴란드 마워폴스카주에 위치한 도시로 면적은 8.87km2, 높이는 312m, 인구는 3,406명(2006년 기준), 인구 밀도는 380명/km2이다.
크라쿠프에서 서쪽으로 약 36km 정도 떨어진 곳에 위치한다. 화학 공장, 관광지, 휴양지로 유명한 곳이다.

시 문장